# Ritz-Carlton Montreal
El Ritz-Carlton Montreal es un hotel  que está situado en 1228 Sherbrooke Oeste de Calle, en la esquina de Drummond Calle, en Montreal, Quebec. Abrió en 1912,  Fue el primer hotel en América del Norte en apropiarse el nombre de "Ritz Carlton". El hotel Ritz-Carlton, situado en la lujosa milla Cuadrada Dorada está solamente parcialmente nombrada por la compañía  Ritz del Hotel del Carlton .
Los constructores originales la llamaron Compañía de Hotel del Carlton de Montreal con el concepto de nombrarlo después de que Carlton lo celebrara en el   Hotel de Londres. Aun así, uno de los inversores, Charles Hosmer, era un amigo personal de César Ritz y exitosamente persuadió a sus colegas para incorporar el nombre 'Ritz', a causa del éxito del Hôtel Ritz París, abierto en 1898.
Por un coste de $25,000, Ritz aceptó dejar su nombre, pero estipuló que de acuerdo con el 'Ritz estándares', cada habitación debía tener su baño propio;  una cocina en cada piso, servicio de habitaciones; y un conserje y aparca coches las 24 horas del día, entre otros cosas, servicio de equipaje perdido u ordenando . Finalmente, el lobby debía ser pequeño e íntimo con una escalera curva magnífica para que las señoras para mostrar de sus hermosos vestidos.

## Años tempranos
Montreal había desarrollado una reputación positiva para sus hoteles superiores al menos desde entonces 1820, cuándo John Bigsby observó que los hoteles de la ciudad eran "tan notables para su palatial exteriors cuando son para su alojamiento excelente dentro."
Por 1909 algunos de los ciudadanos más ricos de la ciudad quisieron una primera clase "moderna hotel residencial".  Dirigido por Charles Hosmer (un amigo personal de César Ritz); Señor Herbert Holt, Señor Montague Allan y Señor Charles Gordon, conocido con Hon. Lionel Huésped (un primer primo de Winston Churchill) y Harry Higgins (Presidente del Ritz Londres de Hotel) para fundar la Compañía de Hotel del Carlton de Montreal. La tierra en qué el hotel estuvo construida estuvo adquirido de Charles Meredith, quién devenía el quinto accionista principal y tuvo una influencia significativa en la imagen y el futuro del hotel. El hotel estuvo diseñado por la empresa arquitectónica de Warren y Wetmore y estuvo completado en un coste de $2 millones. Sus puertas eran oficialmente abiertas en 11:15 p. m. en Eve del año Nuevo, 1912, marcado por una pelota de gala atendida por 350 huéspedes.
Cuando los fundadores habían esperado, dos-tercios de los huéspedes en el Ritz-Carlton tomó suites comprendiendo varias habitaciones y vivió allí permanentemente para $29 un mes.La Primera Guerra Mundial hizo estándares difíciles de mantener, y en 1922, en rivalidad directa al Ritz-Carlton, el Monte el hotel Real estuvo levantado como el hotel más grande en el Imperio británico.  El Ritz-Carlton y el Monte Club Real (no para ser confundido con el hotel de modo parecido nombrado) era la reunión más de moda sitios para la ciudad rico dentro del área más tarde sabida como Milla Cuadrada Dorada.  Encima día de San Valentín, 1916, el primer transcontinental la llamada telefónica estuvo hecha del hotel. Una audiencia de doscientos businessmen estuvo dicho para tener escuchado breathlessly como el presidente de la Campana Compañía Telefónica enquired: "Hola. Es este Vancouver?" La respuesta clara - "Sí" - estuvo conocido con un rugido de aprobación y tostado con champán.
En los años antes del Accidente de Wall Street de 1929, el hotel disfrutó un periodo de prosperidad grande. En 1918, Señor Birkenhead lo describió tan "muy luxurious y cómodo" y la Asociación de Banqueros americana aguantó sus reuniones anuales allí. En 1919, el Príncipe de Gales hizo la primera visita Real, quedándose en el diecisiete-la habitación Real Suite. En viajes sucesivos a Montreal se quede en casas privadas, pero siempre conoció amigos para bebidas allí. Reina Marie de Rumanía, Prince Felix de Luxemburgo y Prince George, el duque de Kent era también huéspedes en el @1920s. Lillie Langtry se quedó, tan hizo ídolos de película como Mary Pickford y Douglas Fairbanks. Presidente de EE. UU. anteriores William Howard Taft y su mujer "entretuvo lavishly" en el Presidencial Suite para todo de 1921.

## Depresión
El Accidente de Wall Street de 1929 estuvo seguido por la Gran Depresión y entonces Segunda Guerra Mundial. El director general suizo, Émile Charles des Baillets, había sido con el hotel desde entonces 1924. En 1929, él lamented que antes de que los huéspedes habían venido para quedarse para varias semanas acompañaron por trenes de equipaje, pero durante este tiempo, cuándo vinieron,  vinieron para una noche o dos con único una bolsa sola.
Afortunadamente para el hotel, muchos de su en-residentes de casa no fueron tan mal afectados como su americanos counterparts siguiendo 1929, y se quedaron leales al hotel a través de sus días oscuros. Del @1930s, cuándo el widows y los residentes de la Milla Cuadrada Dorada empezaron a downsize de sus mansiones, un grandes muchos tomaron habitaciones en el hotel, como Señora Shaughnessy y fundador Charles Hosmer hijo, Elwood, quién entre él y la hermana habían heredado $20 millones de su padre en 1927. La reputación internacional del hotel quedó untarnished con huéspedes como Winston Churchill, Charles de Gaulle, Marlene Dietrich, Liberace, Tyrone Power y Maurice Chevalier; pero cuando el último del leal Cuadrado Milers (quién había sido tan pivotal a su éxito temprano) agonizó fuera, el hotel empezó para caer a deuda.
Wartime Las escaseces lo hicieron difíciles de mantener el graceful los estándares vivientes puestos por los fundadores originales. El director general, des Baillets, estuvo tenido éxito por Albert Frossard en 1940, otro indígena de Suiza. Unhappily, y no sin una lucha, Frossard tuvo que inclinar a los directores' órdenes para relajar la costumbre de vestido formal, de cualquier lazo Blanco o lazo Negro, a trajes para dejar más personas para cenar en el hotel. No que los fundadores habrían aprobado, pero el cambio trabajado y el hotel se dio cuenta beneficios más grandes.

## Correo-guerra
En 1947, el hotel estuvo vendido a François Dupré, formando un consejo de administración nuevo y nombrando él presidente. Ya el dueño de dos hoteles prestigiosos en París - Hotel George V, París y el Plaza Athénée - Dupré dinero tenido, talento y experiencia, trayendo con él algunos del estilo de César Ritz. Abra le la barra Marítima en 1948 y en el temprano @1950s añadió el Ritz Jardín, donde patrons podría cenar alrededor de una flor-fringed pond, casa a veinte cuatro patitos. Encima uno fuera de temporada noche de verano frío, un amable-hearted el camarero tomó el interior de patos. El día siguiente, durante comida, otro camarero abrió una sopera, y a su sorpresa, todos los patos waddled fuera. Divirtió huéspedes el personal ayudado les redondea arriba y les regresó al jardín.
En 1957, una ala nueva que consta de sesenta y siete habitaciones y suites estuvo añadido, y el cuidado estuvo tomado para mantener el original Ritz-Louis influido XVI y Carlton-estilos de Regencia influida y ambience. Cuándo la renovación era completa, Howard Hughes era la primera persona para comprobar en, reservando fuera sobre medio del octavo piso. Entre 1959 y 1969 la imagen del hotel era más gusta que del club de unos Señores. Provea al dinero viejo de Montreal y mantuvo una llave baja, understated perfil. Aun así, publicidad no pueda huir era la boda de Elizabeth Taylor a Richard Burton que tuvo lugar allí en 1964.

## Tiempo moderno
En 1970, se dio la necesidad de una revisión ya que se consideraba atrasada . Derramando su imagen formal,  esté actualizado a uno de importancia histórica todavía con estilos modernos, lujo y servicios. Un año después de que Richard Nixon quedado, en 1972 Los Rolling Stones reservaron fuera del sexto piso entero, pero estuvo rechazado servicio en general cenando habitación para no siendo suitably attired @–  regresaron en chaquetas. En 1976, Reina Isabel II y Prince Philip se quedaron. Por 1979, el lobby y áreas de recepción estuvieron ampliadas y 100 habitaciones y suites había sido redecorated. En 1984, Brian Mulroney utilizaba el hotel como una segunda casa y Pierre Elliott Trudeau también devenía una vista familiar desde haber tomado arriba residencia en Maison Cormier en el mismo año. Los huéspedes modernos han incluido George Bush Sr. Y Celine Dion. En enero de 1992, el hotel estuvo vendido y devino afiliado con el europeo-basado Kempinski grupo de hoteles de cinco estrellas, deviniendo independientemente dirigidos mientras todavía operando bajo el Ritz-Carlton pancarta.

## Habitaciones y Suites
El hotel tiene 96 habitaciones y 33 suites, incluyendo el Reales Suite con 4700 pies cuadrados y 3 dormitorios.  Cuándo el hotel completó sus renovaciones en 2012,  diga el Real Suite era la habitación de hotel más grande en Canadá, alquilando para $7,000 a $10,000 por noche.

## Restaurantes
Desde entonces 2012, el restaurante principal del hotel es Maison Boulud, nombrado por la celebridad chef Daniel Boulud. El hotel también ofrece té de tarde en el reburbished Tribunal de Palma.

## Balneario
En 2015 el hotel añadió un balneario por primera vez, cuando el Balneario St. James se movió al hotel de su ubicación previa en un edificio histórico en Crescent Calle.

## Premios & Accolades
- 2016 CAA/AAA Cinco Premio de Diamante
- TripAdvisor El premio de Elección de 2016 Viajero, enero de 2016 @– nombró el Hotel de Lujo Superior en Canadá
- EE. UU. Informe & Mundial Noticioso, “Hoteles Mejores en Canadá 2016,”enero de 2016 @– nombró el Hotel Mejor en Canadá
- Condé Nast Viajero 2016 Lista de Oro, “Nuestros Hoteles Favoritos en el Mundo,” diciembre de 2015
- Condé Nast Premios de Elección de Lectores de viajero, “Hoteles Mejores en Canadá 2015,” octubre de 2015 @– nombró uno de los hoteles mejores en Canadá
- Ocio + de viaje, “el premio Mejor de 2015 Mundo,” julio de 2015 @– hotel de ciudad superior nombrado en Canadá
- Forbes Guía de viaje Hoteles de Cuatro Estrellas, febrero de 2015
- Forbes Guía de viaje Restaurantes de Cuatro Estrellas, febrero de 2015 @– otorgado a Maison Boulud, uno de único dos restaurantes para ser reconocidos en Montreal
- 2015 AAA Cinco Premio de Diamante®, enero de 2015 @– el hotel único en Quebec para recibir el Cinco Índice de Diamante y uno de justo seis en Canadá
- EE. UU. Informe & Mundial Noticioso, “Hoteles Mejores en Canadá 2015,” enero de 2015 @– nombró el Hotel Mejor en Canadá
- Ocio + de viaje, “los hoteles Mejores del mundo para Familias,” noviembre de 2014 @– nombró uno del mejor en Canadá
- Ocio + de viaje, “los premios Mejores de 2014 Mundo,” agosto de 2014 @– nombró uno de los Hoteles de Ciudad superiores en Canadá
- EE. UU. Informe & Mundial Noticioso, “Hoteles Mejores en Canadá 2014,”enero de 2014 @– nombró el Hotel Mejor en Canadá
- 2014 AAA Cinco Premio de Diamante®, enero de 2014 @– el hotel único en Quebec para recibir el Cinco Índice de Diamante y uno de justo cinco en Canadá
- Condé Nast Viajero 2014 Lista de Oro, “los hoteles Mejores del Mundo,”enero de 2014 @– reconocido como el más alto puntuando hotel en Quebec con una puntuación global de 92.7
- 2013 Fodor 100 Premio de Hotel, “Soportando Classics” ganador, octubre de 2013 @– un de justo tres en Canadá para hacer la lista
- EE. UU. Informe & Mundial Noticioso, "Hoteles de Lujo Mejor en Canadá", julio de 2013
- Robb Informe "Superior 100 Hoteles en el Mundo", mayo de 2013
- Condé Nast Viajero 2013 Lista Caliente, “Más Hoteles Nuevos en el ganador” Mundial, abril de 2013
- 2013 AAA Cinco Premio de Diamante®, octubre de 2012 @– el hotel único en Quebec para recibir el Cinco Índice de Diamante y uno de justo cuatro en Canadá